# Lupo Alberto (serie animata)
Lupo Alberto è una serie animata italiana del 1997 prodotta da The Animation Band in coproduzione con la Rai, ispirata all'omonimo personaggio e all'omonima serie a fumetti creata da Silver; ne sono state prodotte due stagioni per un totale di 104 episodi, ciascuno della durata di sette minuti. La prima stagione è stata trasmessa tra il 1997 e il 1998 su RaiDue, la seconda stagione è stata trasmessa sulla stessa rete nel 2003.
La prima serie è stata prodotta da Rai Fiction, The Animation Band, France 2, Telepool e da Les Armateurs, mentre la seconda sempre da Rai Fiction e da The Animation Band ma, questa volta, distribuita da Mondo TV.
La sigla d'apertura della seconda serie dal titolo Stress da lupo è cantata da Gianna Nannini ed è stata scritta con Vic Vergeat.

## Trama
La serie racconta le avventure e disavventure di Lupo Alberto, innamorato follemente della gallina Marta, sua fidanzata, ma ostacolato in tale amore dal meschino cane da guardia Mosè, suo acerrimo nemico e antagonista principale della serie, a seguirlo nelle sue avventure il più delle volte è l'eccentrico ed egoista Enrico La Talpa, che però a volte è lui stesso a cacciarlo nei guai.

## Personaggi
- Lupo Alberto: Protagonista della serie, è un lupo di colore azzurro, scaltro e intelligente, nonché fidanzato con la gallina Marta, e acerrimo nemico del cane Bobtail Mosè, in quanto contrario a Mosè per le sue idee autoritarie, non appoggia le altre idee della fattoria. Il suo migliore amico è Enrico La Talpa che però il più delle volte lo fa finire nei guai. Alberto è anche un lupo simpatico e generoso pronto ad aiutare Marta e gli altri personaggi della Fattoria McKenzie. Nella prima stagione è doppiato da Francesco Salvi mentre nella seconda stagione è doppiato da Mino Caprio.
- Mosè: Antagonista principale della serie, è l'intendente della fattoria, ed è quindi a capo della piccola comunità. Acerrimo nemico di Alberto e di chiunque lo contraddica, le sue idee di ordine e razionalità sono la sintesi del suo comportamento autoritario che permette però di mandare avanti la fattoria. Non è un McKenzie di nascita, ma di adozione, è da notare che mentre nella prima stagione Mosè ed Alberto sono quasi sempre nemici nella seconda stagione hanno un rapporto più da nemici-amici alleandosi in più episodi rispetto alla prima serie. Nella prima stagione è doppiato da Tony Fuochi mentre nella seconda stagione da Saverio Moriones.
- Marta: È una delle galline della fattoria e figlia di un ex contadino. Come tutti gli abitanti della fattoria prende parte alle riunioni riguardo all'amministrazione delle proprietà, che appartengono a tutti i fattori. Marta non è una contadina dei McKenzie, quindi non ha un proprio salario e lavora per conto proprio. Nella prima stagione è doppiata da Lella Costa mentre nella seconda stagione è doppiata da Beatrice Margiotti.
- Enrico La Talpa: È una talpa maschio chiacchierona e esuberante nonché migliore amico di Alberto. È sposato con Cesira e non possiede terreni nella fattoria ma il sottosuolo, spesso insieme ad Alberto finisce in situazioni comiche e bizzarre, è doppiato in entrambe le stagioni da Paolo Torrisi.
- Alcide: Fa parte del ristretto gruppo di eruditi della fattoria che tentano anche di sobillare gli altri contadini contro Mosè per poter dirigere democraticamente la piccola comunità. Ciononostante è molto timido e totalmente disinteressato alla vita della campagna e non ha mai preso posizioni particolari. È comunque presente alle assemblee e consiglia Mosè durante il suo lavoro. Si occupa della concimaia e del deposito e riceve una piccola paga.
- Glicerina: Scemo del villaggio, si sottopone a quello che Mosè dice, senza avere pretese.
- Alfredo: Fa parte dei contadini della fattoria che ricevono un salario. Si occupa del campo e del giardino. Non partecipa alle assemblee della fattoria e quindi non è particolarmente importante nelle decisioni.
- Lodovico: Contadino come Alfredo, nella sua casa ospita le assemblee della fattoria ed aiuta Mosè. Riceve un proprio salario.
- Arturo: Si occupa di dare la sveglia al mattino e riceve una paga. Come Lodovico, aiuta spesso Mosè.
- Krug: È un personaggio unico nel suo genere: fa i lavori pesanti, riceve una paga e non partecipa alle riunioni, nella serie viene intravisto come uno tutto muscoli e niente cervello, pronto a malmenare chiunque gli dia fastidio.
- Alice: Come Marta, non prende parte al lavoro nei campi, ma amministra la fattoria insieme agli altri.
- Cesira La Talpa: È una talpa che è la moglie di Enrico, è quasi identica a suo marito tranne per i fianchi un po' più femminili, le ciglia lunghe e un fazzoletto rosa legato intorno alla testa. È molto tranquilla e simpatica e cerca sempre di essere paziente con Enrico. Non ha attriti con gli altri membri della fattoria.

## Episodi
| Stagione         | Episodi | Prima TV  |
| ---------------- | ------- | --------- |
| Prima stagione   | 52      | 1997-1998 |
| Seconda stagione | 52      | 2003      |

## Doppiaggio
L'edizione italiana della serie animata venne curata dalla Rai e il doppiaggio della 1ª stagione venne effettuata dalla Deneb Film di Cologno Monzese e diretto da Paolo Torrisi. Il doppiaggio della 2ª, invece, venne effettuata a Roma dalla Dubbing Brothers. con la direzione di Giuliano Santi. La seconda stagione presenta un cast nuovo di doppiatori italiani, ad eccezione di Paolo Torrisi la cui partecipazione fu concessa dalla stessa società di doppiaggio che curò la 1ª stagione.
| Personaggio     | Voce italiana                                              | Voce italiana                                              |
| Personaggio     | Prima stagione                                             | Seconda stagione                                           |
| --------------- | ---------------------------------------------------------- | ---------------------------------------------------------- |
| Lupo Alberto    | Francesco Salvi                                            | Mino Caprio                                                |
| Mosè            | Tony Fuochi                                                | Saverio Moriones                                           |
| Marta           | Lella Costa                                                | Beatrice Margiotti                                         |
| Enrico La Talpa | Paolo Torrisi                                              | Paolo Torrisi                                              |
| Alcide          | Flavio Arras                                               | Mario Bombardieri                                          |
| Glicerina       | Luca Bottale                                               | Mino Caprio                                                |
| Lodovico        | Alberto Olivero                                            | Massimo De Ambrosis                                        |
| Alfredo         | Alberto Olivero                                            | Manfredi Aliquò                                            |
| Krug            | Alberto Olivero                                            | Saverio Moriones                                           |
| Odoardo         | Alberto Olivero                                            | Riccardo Deodati                                           |
| Cesira La Talpa | Roberta Gallina Laurenti                                   | Mariadele Cinquegrani                                      |
| Alice           | ?                                                          | Giorgina Pazi                                              |
| Ausonia         | ?                                                          | Giorgina Pazi                                              |
| Esmeralda       | Paola Bonomi                                               | Giorgina Pazi                                              |
| Ursula          | Dania Cericola                                             | Beatrice Margiotti                                         |
| Omar            | ?                                                          | Fabrizio Mazzotta                                          |
| Gustavo         | Luca Bottale                                               |                                                            |
| Voci varie      | Alberto Olivero Gianluca Iacono Luca Bottale Paolo Torrisi | Fabrizio Mazzotta Monica Ward Luigi Ferraro Paolo Lombardi |